# Sarascelis lamtoensis
Sarascelis lamtoensis là một loài nhện trong họ Palpimanidae. Loài này được phát hiện ở Ivoorkust và Ghana.